# Polynema imperatrix
Polynema imperatrix (лат.) — вид хальцидоидных наездников рода Polynema из семейства Mymaridae. Название вида в переводе с русского означает императрица.

## Распространение
Австралия.

## Описание
Мелкие хальцидоидные наездники. Длина тела около 1 мм. Отличается от близких видов следующими признаками: скутеллюм с колокольчатыми сенсиллами примерно посередине и почти соприкасается с боковыми краями; проподеум с почти полным срединным килем, но не доходит до переднего края; переднее крыло, по крайней мере, несколько уменьшено (брахиптерия); яйцеклад примерно в 1,1 раза больше длины задней голени. Голова и мезосома тёмно-коричневые, переднеспинка и петиоль светло-коричневые, брюшко коричневое; скапус и педицель светло-коричневые, жгутик коричневый; ноги светло-коричневые. Голова шире своей высоты, почти гладкая. Усики со скапусом, включая радикль, в 4 раза больше ширины, гладкие; педицель гладкий, намного длиннее первого членика жгутика F1 и в 1,8 раза больше ширины. Тело в основном гладкое и блестящее. Булава усиков 1-члениковая. Крылья с длинными краевыми щетинками. Усики очень длинные, больше длины головы вместе грудью. Предположительно, как и другие виды паразитоиды насекомых. Вид был впервые описан в 2021 году российско-американским гименоптерологом Сергеем Владимировичем Тряпицыным (Entomology Research Museum, Department of Entomology, Калифорнийский университет в Риверсайде, Калифорния, США) вместе с такими видами как P. aristokratka, P. markiza, P. koroleva, P. princessa, P. baronessa, P. rangatira, P. grafinya